# Lemniscomys mittendorfi
Il topo dei prati striato di Mittendorf (Lemniscomys mittendorfi  Eisentraut, 1968) è un roditore della famiglia dei Muridi endemico del Camerun.

## Descrizione
Roditore di piccole dimensioni, con la lunghezza della testa e del corpo tra 85 e 98 mm, la lunghezza della coda tra 75 e 85 mm, la lunghezza del piede tra 19 e 22 mm, la lunghezza delle orecchie tra 13 e 15 mm e un peso fino a 34 g.
Le parti superiori sono marroni scure, con una piccola striscia dorsale nerastra e i fianchi grigiastri, dove sono presenti su ogni lato otto file di macchie giallo-paglierine. Le parti ventrali e le zampe sono grigio scure, con un leggero riflesso giallo-paglierino. Sono presenti degli anelli scuri intorno agli occhi, mentre il naso è giallo-brunastro. Le zampe sono giallo-brunastre e cosparse di pochi peli. La coda è più corta della testa e del corpo, nera sopra, giallo-biancastra sotto e densamente ricoperta di corti peli nella sezione mediana. Il cariotipo è 2n=56 FN=66-72.

## Biologia

### Comportamento
È una specie terricola.

## Distribuzione e habitat
Questa specie è conosciuta soltanto da 10 individui catturati presso il Lago Oku, sul monte omonimo, nel Camerun occidentale.
Vive nei prati sub-afroalpini tra 2.100 e 2.300 metri di altitudine.

## Conservazione
La IUCN Red List, considerato che questa specie è conosciuta soltanto in una località minacciata dai cambiamenti climatici nel futuro, classifica L.mittendorfi come specie vulnerabile (VU).